# آنتونیو آنیبال
آنتونیو آنیبال (انگلیسی: Antonio Annibale; ۱۰ فوریهٔ ۱۹۴۰ – ۲۰ مهٔ ۲۰۱۸) بازیکن فوتبال اهل ایتالیا بود.
از باشگاه‌هایی که در آن بازی کرده‌است می‌توان به باشگاه فوتبال اینتر میلان، باشگاه فوتبال چزنا، و باشگاه فوتبال پیزا اشاره کرد.